# Raymond O'Connor
Raymond O'Conner (The Bronx (New York), 13 september 1952) is een Amerikaanse acteur.

## Carrière
O'Conner begon in 1985 met acteren in de miniserie Kane & Abel. Hierna heeft hij nog meerdere rollen gespeeld in tv-series en films zoals Halloween 4: The Return of Michael Myers (1988), Beverly Hills, 90210 (1993), Sister, Sister (1995), The Rock (1996) en Just Like Heaven (2005).
O'Conner is ook actief in de tv-commercials, zo verscheen hij in een tv-commercial voor Levi's en American Express. Voor de laatste werd hij genomineerd voor een Emmy Award. Verder verscheen hij in zo'n honderd tv-commercials.

## Filmografie

### Films
Selectie:
- 2005 Just Like Heaven – als katholieke priester
- 2005 Don't Come Knocking – als politieagent Charlie
- 2000 Drowning Mona – als Tom Stowick
- 1996 The Rock – als Bob
- 1991 Life Stinks – als Yo
- 1988 Halloween 4: The Return of Michael Myers – als beveiligingsagent

### Televisieseries
Uitgezonderd eenmalige gastrollen.
- 1995 Sister, Sister – als Howard – 2 afl.
- 1993 Beverly Hills, 90210 – als Curtis Bray – 3 afl.